# グリオキシソーム
グリオキシソーム(Glyoxysome)は、植物、特に発芽種子の脂肪貯蔵組織で見られる特殊なペルオキシソームである。また、糸状菌でも見られる。他の全てのペルオキシソームと同様に、グリオキシソーム中では、 脂肪酸がペルオキシソーム系のβ-酸化酵素によって、アセチルCoAに加水分解される。ペルオキシソームの機能の他に、グリオキシソームは、グリオキシル酸回路のバイパスとしての役割を果たす。
グリオキシソームは、脂肪酸の分解を開始する酵素の他に、糖新生の過程で糖の合成に必要な中間体の生成に必要な酵素も含む。発芽の際には、光合成により生産されるようになるまで、これらの脂肪から合成された糖を用いる。
グリオキシソームは、根粒における光呼吸や窒素代謝にも関わっている。